# Stora Kulkagölen
Stora Kulkagölen är en sjö i Hylte kommun i Småland och ingår i Fylleåns huvudavrinningsområde. Sjöns area är 0,014 kvadratkilometer och den befinner sig 150 meter över havet.